# Miliardivka, Rozdilna
Miliardivka (în ucraineană Міліардівка) este un sat în comuna Rozdilna din raionul Rozdilna, regiunea Odesa, Ucraina.

## Demografie
Componența lingvistică a localității Miliardivka
     Ucraineană (87,42%)
     Rusă (5,96%)
     Română (3,97%)
     Bulgară (2,65%)
Conform recensământului din 2001, majoritatea populației localității Miliardivka era vorbitoare de ucraineană (87,42%), existând în minoritate și vorbitori de rusă (5,96%), română (3,97%) și bulgară (2,65%).